# Monte Sergio

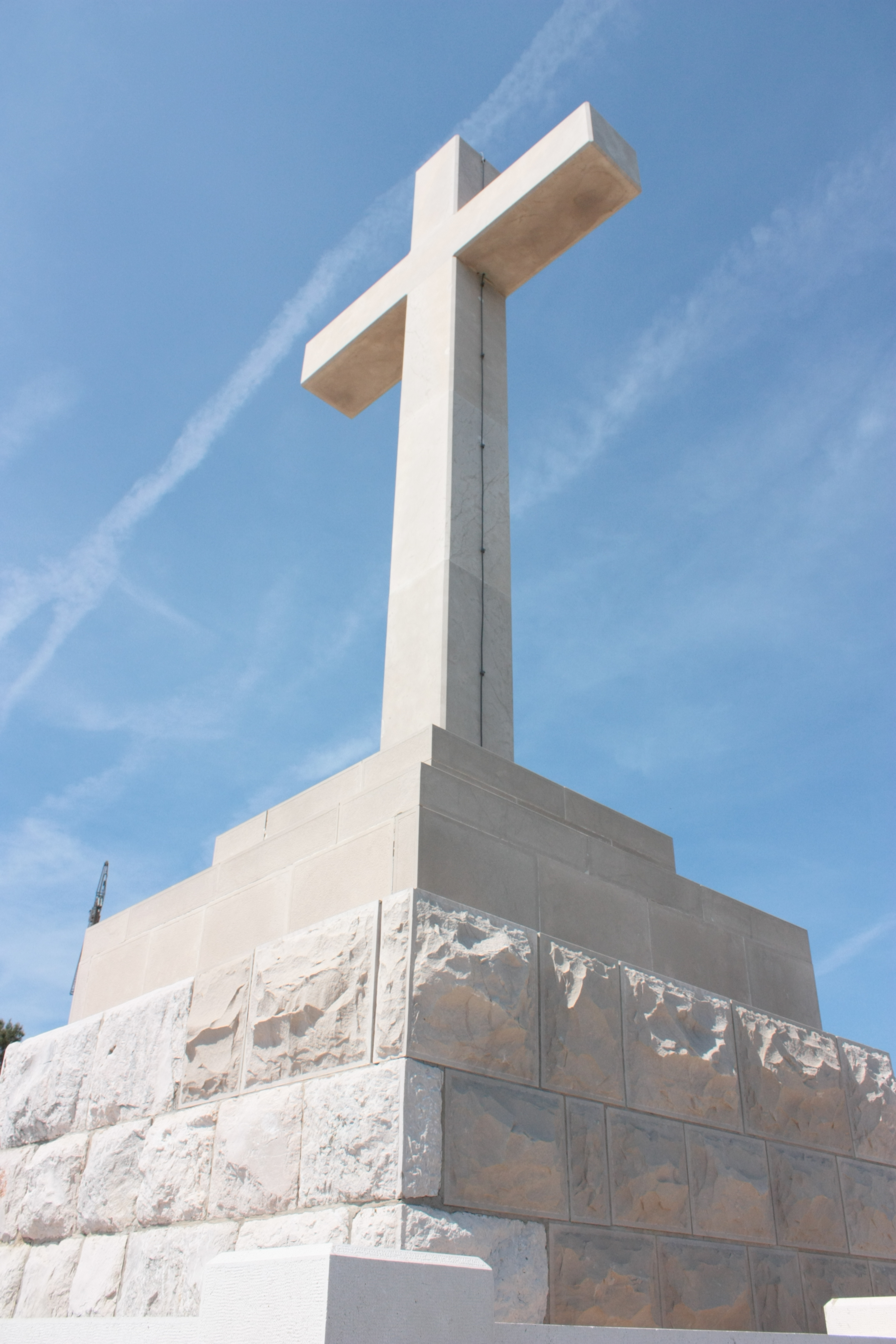
La croce bianca che è stata distrutta durante la guerra 1991-95 ed è stata ricostruita.

Il monte Sergio o San Sergio (in croato Srđ) è una collina alle spalle della città di Ragusa, in Dalmazia.

Nei pressi della vetta vi sono i resti del forte Imperiale fatto costruire tra il 1806 e il 1816 durante le guerre napoleoniche.

Dal 1969 al 1991 è stata in funzione una funivia tra la sua vetta e la periferia di Ragusa, andata poi distrutta durante l'assedio della  stessa città nella Guerra d'indipendenza croata; è stata in seguito sostituita da una cabinovia.